# Kylie Palmer
Kylie Jayne Palmer OAM (nascuda el 25 de febrer de 1990 a Brisbane), és una nedadora de distància estil lliure d'Austràlia.
Ella va atendre en la Grace Lutheran College, Rothwell. Va ser capitana d'Esports per a la seva casa, Pegasus i va representar a l'escola en molts esdeveniments aquàtics.
En els Campionats de Curs Curt d'Austràlia de 2007 va establir un rècord de la Mancomunitat d'Austràlia i en estil lliure de 800 metres amb un temps de 8:14.11.
Ella va representar a Austràlia en els Jocs de la Mancomunitat de 2006, on va acabar cinquena en l'estil lliure de 400 metres. En el Campionat Mundial de Melbourne de 2007 va arribar octava en l'estil lliure de 800 metres.
En el Campionat del Món de curs curt de 2008 en Manchester va guanyar 4 medalles. Dos títols més de 200 i 400 metres estil lliure, una medalla de plata en 800 metres estil lliure i una medalla de bronze amb el 4 × 200 metres de relleu estil lliure.
En el campionat de natació d'Austràlia de 2008 va guanyar els 800 metres estil lliure en un temps de millor marca personal amb 8:24.30, per tant va classificar pels Jocs Olímpics d'Estiu de 2008. A més, en acabar quarta en l'estil lliure de 200 metres, va classificar per nedar en relleu en els jocs.
En els Jocs Olímpics de Beijing, el 14 d'agost de 2008, va guanyar l'or per a l'equip femení de relleus 4 × 200, amb altres membres com Stephanie Rice, Bronte Barratt i Linda MacKenzie. L'equip australià va vèncer a les superpotències del món, EUA i Xina, per batre el rècord mundial de 7:44:31 per 5.78 segons. Palmer va ser la nedadora més ràpida del seu equip, donant a Austràlia un avantatge de 3,14 segons.
En els Jocs de la Mancomunitat de 2010, Palmer va guanyar la medalla d'or en l'estil lliure de 200 metres amb un temps d'1:57:50.